# Canal 10 (Uruguay)
Canal 10 (také známý jako Saeta TV Canal 10) je uruguayská bezplatná televizní stanice vlastněná společností Grupo Fontaina – De Feo. Začala vysílat 7. prosince 1956.